# اچ‌ام‌اس آپولو (۱۷۹۴)

اچ‌ام‌اس آپولو (۱۷۹۴)

اچ‌ام‌اس آپولو (۱۷۹۴) (به انگلیسی: HMS Apollo (1794)) یک کشتی بود که طول آن ۱۴۶ فوت ۳ اینچ (۴۴٫۶ متر) بود. این کشتی در سال ۱۷۹۴ ساخته شد.